# Radio Afera
Radio Afera – całodobowa, studencka rozgłośnia Politechniki Poznańskiej, nadająca na falach ultrakrótkich od 1990 roku (od 1995 roku na częstotliwości 98,6 FM) na terenie Poznania. Pierwsza niepubliczna rozgłośnia w stolicy Wielkopolski. Audycje radia tworzą wolontariusze - głównie studenci. Rozgłośnia studencka to także kuźnia talentów dziennikarskich i szkoła radiowego rzemiosła - wielu współpracowników Radia Afera pracuje obecnie w profesjonalnych mediach ogólnopolskich i międzynarodowych.
Grupę docelową rozgłośni stanowią głównie młodzi ludzie w wieku 15-29 lat. Profil muzyczny Radia Afera to przede wszystkim rock i muzyka alternatywna - liner rozgłośni brzmi: "Rockowo i alternatywnie". 
W ramówce Radia Afera znajdują się programy muzyczne, komiksowe, kulturalne i filmowe.
Zgodnie z koncesją Radio Afera może nadawać maksymalnie 3 minuty reklam w godzinie.

## Historia
Radio Afera nadaje od 1990 r. Wcześniej był to studencki radiowęzeł, uruchomiony 15 marca 1971 roku. Spory o genezę nazwy stacji trwają do dziś. Według jednej z wersji, miano „Afera” wzięło się od położenia kabla do transmisji bez zgody ówczesnych władz Politechniki Poznańskiej. Inna wersja mówi o zaginięciu głośników montowanych w pokojach domów studenckich. 
„Afera” była pierwszą niepubliczną stacją nadającą w Poznaniu. Początkowo program nadawano przez kilka godzin - rano i wieczorem. Koncesję radio uzyskało 21 lutego 1995 roku, a rok później zaczęło nadawać od godz. 6 do północy. Od grudnia 2002 roku nadaje przez całą dobę. Od tego roku Radia Afera można również słuchać przez internet. Od 2014 roku dostępna jest aplikacja na smartfony z systemem Android, od 2015 na Windows Phone.  
Do historii rozgłośni przeszedł całodzienny program nadawany z dostawczego Żuka z plandeką, zaparkowanego przed akademikiem. Z powodu wakacyjnej dezynsekcji pomieszczeń akademików Politechniki Poznańskiej i wydany przez władze uczelni zakaz wstępu do budynku, nadawanie ze studia Radia Afera nie było możliwe.
Od 2004 roku Afera należy do Grupy Polskie Rozgłośnie Akademickie.
Na czas pandemii trwania pandemii covid-19 radio musiało przenieść działalność do studiów domowych. W tym czasie wszystkie wywiady z gośćmi były prowadzone zdalnie. Z tego powodu latem 2020 roku nie było audycji Wartownia, które tradycyjnie jest nadawana nad Wartą z Poznańskich Kontenerów.

## Audycje na antenie[4]
Audycje obecne w ramówce w 2020 roku. 
- Aferanek - pierwsza poranna audycja zawierająca informacje drogowe, pogodowe i sportowe, przegląd prasy, nowości muzyczne, prowadzący - Edgar Hein i Kamil Paczek
- Aferytm - codzienny magazyn muzyczny, wywiady z artystami, informacje o koncertach i najnowszych płytach
- Aferzasta – lista najnowszych i najchętniej słuchanych utworów tygodnia. Prowadzący Michał Łakomecki. Wcześniej między innymi: Michał Łakomecki i Romek Kłosowski, Paweł Wrzeszczyński i Radosław Kaczmarek, Rafał Błachowski, Jędrzej Świerczyński, Jacek Łuczak (pierwszy prowadzący). Czasami współprowadzącymi są zaproszeni do gościa słuchacze. W trakcie 986 notowania Afera otworzyła swoje studio i każdy chętny mógł poprowadzić część audycji.
- Algorytmy - audycja muzyczna, prowadząca Ewelina Mamińska
- Altermikser - przed i popołudniowy blok muzyczny
- Alternatywne Brambory – muzyka alternatywna pochodząca z różnych stron świata. Trzon stanowią wykonawcy z Czech, Słowacji, Rosji i innych krajów ościennych. Prezentowani artyści posługują się każdym, z wyjątkiem angielskiego, językiem. Prowadzący: Krzysztof Kuźmicz, Łukasz Nowak, Bartosz Synowiec, Adam Hubert.
- Auto-ironia - audycja o tematyce motoryzacyjnej, prowadzący - Jan Michnikowski, Bartosz Grefling, Dawid Trzybiński
- Black Music Matters - audycja muzyczna skupiająca się na czarnoskórych muzykach, prowadzący - Szymon Majchrzak
- Blues Ranus – blues i blues rock, różne terminy, prowadzący – Krzysztof Ranus.
- Boczny tor - muzyka spoza mainstreamu, prowadzący - Maciej Madejski i Sebastian Szymura
- Bump & Grind - premierowe sety DJskie, rap i R&B, prowadzący - Karol Szeszycki, Maksymilian Klem, Jan Stefaniak
- Etna, czyli wulkan muzyki świata - muzyka etno i folkowa z całego świata, prowadzący - Marcin Piosik
- Chansons De Vacances - audycja dla frankofilów, muzyka z francuskojęzycznych regionów świata, prowadząca - Marta Sulińska
- Folkowa Rewolta - folk w każdym istniejącym wydaniu, prowadzący - Witold Regulski i Agnieszka Stachowiak
- Gramy na Aferę - podsumowanie tygodnia w piłce nożnej, prowadzący Piotr Przyborowski, Krzysztof Jaensch, Błażej Kuźniak
- Gorzkie Pola - prowadzący - Tomasz Misiak i Mikołaj Żurakowski
- Kanada pachnąca muzyką - muzyka jedynie od kanadyjskich artystów, prowadzący - Marcin Bzdawka
- Kwas w eterze - retransmisja audycji prowadzonej w Klubie Blue Note, prowadzący - Mariusz Kwaśniewski
- Koncertowe studio - koncerty grane na żywo prosto ze studia nagraniowego Radia Afera
- Hurtownia - audycja wzorowana na ramówce dużych, komercyjnych stacji radiowych, gdzie muzyka przeplata się z wiadomościami i materiałami dziennikarskimi. Daleka jednak od komercyjnych informacji i wydarzeń. Popularna głównie z powodu licznych konkursów z nagrodami. Prowadzący: Piosik Marcin, Jędrzejczak Bartosz, Piechocki Dawid, Wasilczyk-Kryger Agnieszka, Kalina Piotr, Dzięgiel Przemysław, Józefowicz Maria, Synowiec Bartosz, Fiałkowski Artur, Kuźniewski Mateusz, Malak Zbigniew, Springer Karolina, Przynoga Arletta
- Meritum przestrzeni - muzyka elektroniczna i elektro-akustyczna, prowadzący - Maciej Łabędziewski
- Nawiedzone Studio – rock i metal progresywny, nadawana w niedziele w nocy, prowadzący – Andrzej Masłowski.
- Neverland – jedyna w kraju tak długowieczna audycja poświęcona fantastyce, nadawana bez przerwy od 2002 roku pierwszymi prowadzącymi byli Martyna Plisenko, Jakub Marszałkowski i Michał Gawroński, którego później zastąpił Michał Czapski. W 2006 r. do zespołu dołączył Błażej Szydzisz. Aktualnie audycję prowadzi Diana Lisiecka, wcześniej w duecie z Piotrem Jaśkowiakiem
- Nocnik - blok muzyczny od północy do 6.30
- Normalnie o tej porze - blok muzyczny z muzyką na imprezę
- Pół żartem – pół serio - audycja o tematyce filmowej, prowadzący - Radosław Nawrot, Krzysztof Prabucki, Barbara Szeląg
- Pralka - stoner rock, post rock i metal, prowadzący - Marcin Liminowicz, Krzysztof Stachowiak
- Poliż radio - blok muzyczny zawierający jedynie polską muzykę
- Prosto z kadru - wszystko o komiksach - Filip Bąk i Wojciech Nelec
- Sabotaż Kulturalny - bieżące wydarzenia kulturalne dziejące się w Poznaniu
- Salon odsłuchowy - najnowsze kawałki polskiej muzyki niezależnej, prowadzący - Hubert Karmiński
- Smutne Piosenki -  audycja muzyczna o smutnych piosenkach, które potrafią być wesołe i mają swoje historie, prowadzący - Dawid Piechocki
- Sporting Klub Afera - bieżące wydarzenia sportowe i wywiady ze sportowcami z Poznania
- Studencki patrol - audycja działająca podczas roku akademickiego, wywiady i bieżące informacje dotyczące życia studenckiego
- Studio Fixum - audycja o książkach, filmach, piosenkach, obrazach i ogólnie pojętej kulturze, prowadząca Anna Szamotuła
- Summertime - jazz w każdym możliwym wydaniu, prowadzący - Marcin Kaczmarek i Przemysław Dzięgiel
- Sztruks - mniej znane kawałki muzyczne, prowadzący -  Paweł Swiernalis i Piotr Kołodyński
- Ty i twój stary - audycja słowno-muzyczna, dwa punkty widzenia - ojca i syna
- Thrashing Madness – różne odmiany metalu, nadawana w piątki w nocy, różni prowadzący.
- Wiek Awangardy - muzyka improwizowana i awangarda wywodzące się z jazzu, prowadzący Przemysław Dzięgiel i Wawrzyniec Mąkinia
- Wywiadówka - godzinne wywiady z krótkimi przerywnikami muzycznymi, prowadzący - Borys Piątkowski

## Audycje archiwalne
- Alterpyra
- Anarchia w eterze
- Crossover
- Berserk
- Gitafera
- Indyk
- Tylko Rock, potem przemianowany na Oblicza Rocka – muzyka rockowa, prowadzona przez członków[ redakcji muzycznej
- Peryskop miejski
- Poczochrany miś
- Północnica
- Soul Tram
- Tygiel Kulturowy

## Piguły
Piguły to krótkie 5-10 minutowe audycje, które są emitowane w Radiu Afera od poniedziałku do piątku o godzinie 9.30, podczas audycji Aferanek.
- Ikony muzyki - jak sama nazwa wskazuje cykl o ikonach muzyki, prowadzące - Zuzanna Marcinowska i Barbara Szczepaniak
- Przewodnik Poznański - ciekawostki i historie prosto z ulic Poznania, prowadząca - Martyna Osiecka
- Social Shot - najnowsze informacje z działu nowych technologii i mediów społecznościowych, prowadzący - Jędrzej Jezierski
- The English Breakfast - prowadzona przez Brytyjczyka Jamesa Shanaha po angielsku zawierająca muzykę i cytaty z filmów

## Kierownictwo Radia Afera[5]
Skład na luty 2025:
- Redaktor naczelny - Piotr Graczyk
- Szef działu promocji i reklamy - Bartłomiej Nowak
- Redaktor programowy - Michał Rogoziński
- Szef działu informacji - Arkadiusz Auguściak
- Szef działu sportowego - Michał Rogoziński
- Szef działu technicznego - Hubert Stanisławski
- Szef muzyczny - Szymon Liedtke
- Szef studia nagrań - Jakub Ochmański
- Szefowa działu kultury - Michalina Janas
- Szefowa działu kreatywnego - Julia Kostanciak
- Szef studia emisyjnego - Kamil Stróżyński

## Dziennikarze wywodzący się z Radia Afera
- Daniel Adamski, dziennikarz i wieloletni dyrektor informacji Radia Zet, dziennikarz RMF FM
- Marcin Bąkiewicz, dyrektor muzyczny Antyradia[6]
- Paula Borowska[7], reporterka telewizji WTK[8]
- Mateusz Chłystun, reporter RMF FM[9]
- Wojciech Chmielewski[10], prezenter w Radiu Poznań[11]
- Piotr Chołdrych, były prezenter Radia Emaus[12], obecnie Super Ekspress[13]
- Aleksandra Dziadykiewicz, wieloletnia dziennikarka gospodarcza Radia TOK FM[14]
- Adam Dąbrowski, korespondent Polskiego Radia w Londynie[15]
- Alicja Dec, prezenterka Radia Emaus[16]
- Artur Fiałkowski[17], prezenter RMF Maxxx[18]
- Emil Górny[19], reporter telewizji WTK[20]
- Andrzej Grupa, Interia.pl[21]
- Maciej Henszel, były dziennikarz Przeglądu Sportowego[22], obecnie rzecznik prasowy Lecha Poznań[23]
- Sonia Kobylańska-Jóźwik, prezenterka telewizji WTK[20]
- Romuald Kłosowski[24], wydawca w Radiu Zet[25]
- Grzegorz Ługawiak[26], szef informacji Radia Poznań[27]
- Dariusz Milejczak, prezenter telewizji WTK[20]
- Marcin Piosik[28], prezenter w Radiu Emaus[29]
- Aleksander Przybylski, TVN24
- Rafał Regulski[10], korespondent Radia Poznań ze Środy Wielkopolskiej[30]
- Jaro Sobierajewicz, Eska Rock[31]
- Olga Sokal, reporterka Radia Eska[32]
- Joanna Sołtysiak, dyrektorka muzyczna Radia Złote Przeboje[33]
- Bartosz Synowiec[34], prezenter Antyradia[35]
- Maciej Szefer[36], reporter telewizji WTK[20]
- Jędrzej Świerczyński[37], były kierowniki zespołu redakcyjnego audycji muzycznych i oprawy Radia Merkury[38]
- Marek Świerczyński[39], dziennikarz i analityk w Polityce Insight[40]
- Jerzy Telesiński[41], Radio Złote Przeboje[42]
- Patrycjusz Tomaszewski, dziennikarz Czwórki[43]
- Radosław Wróblewski[10], TVN, CNBC[44]
- Stanisław Wryk, dziennikarz Polsat News[45]
- Marcin Wesołek, szef działu sportowego w Gazecie Wyborczej[46]

## Urodziny radia
Co roku, na przełomie października i listopada organizowane są urodziny Radia Afera. Z reguły trwają cały tydzień, podczas którego organizowane są przeróżne imprezy, od przedstawień teatralnych, poprzez seanse filmowe, aż po wielkie koncerty.